# 경 (칭호)
경(卿)은 한국, 중국, 일본에서 사용된 관직명 또는 고위 관인을 일컫는 말을 가리키는 관직용어이다.

## 관직명

### 한국
- 신라: 전읍서(典邑署)·영창궁성전(永昌宮成典)·국학(國學)·음성서(音聲署)의 장관직
- 발해: 정당성(政堂省) 예하 6부(部)의 장관직
- 고려: 중앙과 서경(西京)의 관서에 설치된 관직
- 조선: 궁내부 소속 각 원(院)의 장관급 관직